# (633) Зелима
(633) Зелима (лат. Zelima) — астероид главного пояса, который относится к спектральному классу S. Он был открыт 12 мая 1907 года немецким астрономом Августом Копффом в Гейдельбергской обсерватории и назван немецким женским именем Землима,
что, возможно, обусловлено временным обозначением астероида.